# Sky 3
A Sky 3 egy brit szabadon fogható DVB-T csatorna, mely 2005. október 31-én indult. A csatorna elérhető a brit Virgin Media kábelein, illetve az UPC Ireland-nál is előfizethető.

## Műsorok
Amikor a Sky 3 indult, a készítők ezt a csatornát szánták a digitális földfelszíni közönség számára, hogy a Sky műsorait élvezhessék. A fő szórakoztató csatorna a Sky 1 maradt továbbra is, azonban a Sky 3 több műsort is átvett az Sky 1-ből.
A Sky 3 több sikeres klasszikus filmet tűzött műsorára, ilyen a Fururama, Az elveszett ereklyék fosztogatói, a Road Wars, továbbá dokumentumfilmek is. A Sky 1 pedig több tekintélyes sorozat évadjait vetíti, mint a Rescue Me, a Királyság, illetve a legújabb remake a Battlestar Galactica.

## Szabad hétvége
2009. szeptember 18-20-án a Sky 3 szabadon fogható volt, így azok a nézők is bepillantást nyerhettek a Sky 3 műsorába, akik egyébként nem előfizetői a csatornának. Ezen felül több csatorna is ingyenessé tette hozzáférhetőségét ezeken a napokon. Többek között a Sky 1 is, illetve a Cartoon Network, Nickelodeon, ESPN, Life channel, MTV, Disney Channel is.
A következő ingyenes hétvége 2010. április 17-18-án volt.

## Fordítás
- Ez a szócikk részben vagy egészben  a   Sky 3 című angol Wikipédia-szócikk fordításán alapul.  Az eredeti cikk szerkesztőit annak laptörténete sorolja fel. Ez a jelzés csupán a megfogalmazás eredetét és a szerzői jogokat jelzi, nem szolgál a cikkben szereplő információk forrásmegjelöléseként.